# Leporinus microphysus
Leporinus microphysus é uma espécie de peixe da família Anostomidae. É encontrada na bacia amazônica, no Brasil.
O epíteto da espécie é formado pelas palavras micro, que significa pequeno; e physus, a bexiga, referindo-se à pequena bexiga gasosa do peixe.